# باشگاه والیبال بانک تجارت تهران
باشگاه والیبال بانک تجارت تهران یک باشگاه والیبال ایرانی بود. این باشگاه یک دوره در لیگ دسته‌یک والیبال ایران ۱۳۷۱ به عنوان نایب قهرمانی و در سال ۱۳۷۰ و ۱۳۷۲ به مقام سومی دست یافت. دو عنوان قهرمانی جام باشگاه‌های تهران نیز از دیگر دستاوردهای این باشگاه بود.